# Decca Dischi Italia
La Decca Dischi Italia è stata una casa discografica, emanazione della britannica Decca Records; la sede italiana si trovava a Milano. Fu attiva con questo nome completo dal 1947 al 1986.

## Storia
Come molte altre case discografiche straniere, la Decca (dopo un primo periodo in cui venne distribuita in Italia dalla Fonit) aprì una nuova sede italiana, con la denominazione Decca Dischi Italia S.p.A., a Milano in via Brisa 3, avendo come responsabile il Commissario Bacchini (quello della Allocchio-Bacchini) e come Direttore Commerciale Luigi Negro, e che, oltre a pubblicare le emissioni estere in Italia, si caratterizzò per un'attività autonoma promuovendo artisti italiani come Caterina Valente, I Delfini (solo per un disco), i Dietro Noi Deserto e Dominga.
Tra le pubblicazioni di artisti stranieri in Italia, è molto ricercato dai collezionisti di tutto il mondo il 45 giri dei Rolling Stones con la versione cantata in italiano di As Tears Go By, intitolata Con le mie lacrime, disco comunque non certo rarissimo in Italia.
Con la sussidiaria statunitense London, negli anni cinquanta ha contribuito a lanciare il rock and roll in Italia con artisti come Little Richard, Chuck Berry e Jerry Lee Lewis.
Tra le etichette italiane di cui curò la distribuzione sono da ricordare: 
1. la Parade di Vincenzo Micocci;
2. la Ariston di Alfredo Rossi.

## I dischi pubblicati dalla Decca Dischi Italia
Per la datazione ci si basa sull'etichetta del disco, o sul vinile o, infine, sulla copertina. Qualora nessuno di questi elementi avesse una datazione, ci si basa sulla numerazione del catalogo. Se esistenti, sono riportati, oltre all'anno, il mese e il giorno, (quest'ultimo dato si trova, a volte, stampato sul vinile).

### 78 giri
| Numero di catalogo | Anno             | Interprete      | Titolo                                        |
| ------------------ | ---------------- | --------------- | --------------------------------------------- |
| 27036              | 1º febbraio 1947 | Quartetto Cetra | Molto bono, paisà/Va bene così, ok?           |
| 27037              | 1º febbraio 1947 | Quartetto Cetra | Castellina del Chianti/Torna a Surriento      |
| 27039              | 1º febbraio 1947 | Quartetto Cetra | Mattinata fiorentina/La tua felicità          |
| 27040              | 2 febbraio 1947  | Quartetto Cetra | Ho un'amica a Cremona/Amore al chiaro di luna |
| 27041              | 2 febbraio 1947  | Quartetto Cetra | Leva quella mano/Tornerà come prima           |
| 27042              | 2 febbraio 1947  | Quartetto Cetra | Lo sanno tutti/Tristezze                      |
| 27181              | 1º aprile 1948   | Quartetto Cetra | Mali-mali/La polka di papà                    |
| 27182              | 1º aprile 1948   | Quartetto Cetra | Shangai Lil/Oggi ho visto un leon             |

### 78 giri - Serie C
| Numero di catalogo | Anno | Interprete      | Titolo                      |
| ------------------ | ---- | --------------- | --------------------------- |
| C 16043            | 1947 | Quartetto Cetra | Torna a Surriento/Tristezze |

### 33 giri
| Numero di catalogo | Anno | Interprete       | Titolo                |
| ------------------ | ---- | ---------------- | --------------------- |
| LK 4700            | 1960 | Caterina Valente | Personalità           |
| LKI 4704           | 1963 | Caterina Valente | Ciao!                 |
| DLS 11             | 1970 | Dominga          | Dedicato a te         |
| DLS 14             | 1971 | Dominga          | Il momento di Dominga |

### EP
| Numero di catalogo | Anno | Interprete       | Titolo                           |
| ------------------ | ---- | ---------------- | -------------------------------- |
| 455713             | 1960 | Caterina Valente | Libero/È vero/Noi/Non sei felice |

### 45 giri
Per quelli di produzione italiana veniva usato, in genere, il prefisso C oppure FI, mentre per quelli invece di produzione estera e distribuzione in Italia si usava la lettera F, anche la numerazione di catalogo è diversa.

#### Numerazione C
| Numero di catalogo | Anno            | Interprete                                     | Titolo                                                   |
| ------------------ | --------------- | ---------------------------------------------- | -------------------------------------------------------- |
| C 16530            | 1959            | Lys Assia                                      | Giorgio/Dolce far niente                                 |
| C 16534            | 1959            | Caterina Valente                               | Bongo cha cha cha/Guardando il cielo                     |
| C 16535            | 1959            | Caterina Valente                               | Un treno nel blu/Quando ti vidi partir                   |
| C 16536            | 1959            | Caterina Valente                               | Till/Personalità                                         |
| C 16536            | 22 ottobre 1959 | Caterina Valente                               | O pensiero/Nessuno al mondo                              |
| C 16539            | 1959            | Caterina Valente                               | La canzone di Orfeo/Felicità                             |
| C 16548            | 1960            | Caterina Valente                               | Sucu sucu/Io credo                                       |
| C 16550            | 1960            | Caterina Valente                               | Amor/Appuntamento a Madrid                               |
| C 16554            | 25 gennaio 1961 | Caterina Valente                               | Oh Darling/Rosalie... non sparare                        |
| C 16557            | 1961            | Caterina Valente                               | Sai (che tutti i baci miei)/Non so resisterti            |
| C 16558            | 1961            | Caterina Valente                               | Arcobaleno/Non dimenticar (le mie parole)                |
| C 16560            | 1961            | Los Machucambos                                | Pepito cha cha cha/Dimelo en septiembre                  |
| C 16561            | 1961            | Caterina Valente                               | I due volti/Dimmelo in settembre                         |
| C 16564            | 10 ottobre 1961 | Caterina Valente                               | Santa notte/Tu scendi dalle stelle                       |
| C 16567            | 1962            | Caterina Valente                               | I due volti/Ma l'amore no                                |
| C 16568            | 1962            | Caterina Valente                               | Se/Senza stelle                                          |
| C 16569            | 1962            | Caterina Valente (lato A con Silvio Francesco) | Twistin' the Twist/Quando ti stringi a me                |
| C 16570            | 1962            | Caterina Valente                               | La ruota/Stella mia                                      |
| C 16574            | 1962            | Caterina Valente                               | Tra di voi/Dammi retta                                   |
| C 16576            | 1962            | Caterina Valente                               | Samba di una nota/Corcovado                              |
| C 16577            | 1962            | Oederland Orchestra                            | Sarò come tu sei (epoca)/Atlantis                        |
| C 16578            | 18 luglio 1962  | Caterina Valente                               | Io non posso amar/Forza papà                             |
| C 16581            | 1962            | Caterina Valente                               | Hai dato un volto ai sogni miei/Vorrei danzar con te     |
| C 16582            | 1962            | Caterina Valente                               | L'angolo incantevole/Oggi mi sposo                       |
| C 16588            | 1962            | Los Machucambos                                | Esperanza/Quando calienta el sol                         |
| C 16591            | novembre 1962   | Caterina Valente                               | Precipitevolissimevolmente/Qualcosa di te                |
| C 16596            | 1963            | Caterina Valente                               | Ciao/Stanotte come ogni notte                            |
| C 16604            | 1963            | Caterina Valente                               | Ja-tamourè/Telstar                                       |
| C 16609            | giugno 1963     | Hildegard Knef                                 | Macky Messer/Seeräuber Jenny                             |
| C 16610            | 28 giugno 1963  | Caterina Valente e Silvio Francesco            | Twist a Napoli/Darling Twist                             |
| C 16611            | 1963            | Carlo                                          | Stessa spiaggia stesso mare/Twistin' in Paris            |
| C 16613            | luglio 1963     | Los Machucambos                                | Malaga/Mi sono innamorato di te                          |
| C 16615            | ottobre 1963    | Caterina Valente (lato A con Silvio Francesco) | Amo solo te/Malinconia                                   |
| C 16617            | 1963            | Katina Ranieri                                 | More/Hello Hello                                         |
| C 16623            | 1964            | Caterina Valente                               | Mi sa/Io e te                                            |
| C 16624            | 1964            | Caterina Valente                               | Cercasi marito/Ringrazio Dio                             |
| C 16626            | 1964            | Caterina Valente                               | Tutto il resto/Il mio amore                              |
| C 16627            | 1965            | Big Band Europe                                | Luna d'oro/Estate verde e inverno bianco                 |
| C 16632            | 1965            | Anita Harris                                   | L'amore è partito/Come vuoi                              |
| C 16633            | 1965            | Francesco Frascino                             | Nostalgico emigrante/Perduto amore                       |
| C 16634            | 1965            | Caterina Valente                               | Lettere d'amore/Dovrei o non dovrei                      |
| C 16638            | 1965            | Caterina Valente                               | Chiedilo a chi vuoi/Metà di me                           |
| C 16639            | 1965            | Caterina Valente                               | Hai perso la testa/Cambia o lasciami                     |
| C 16655            | 1968            | Julio Iglesias                                 | Se lei non c'è/Tutti i miei ricordi                      |
| C 16658            | 1969            | Julio Iglesias                                 | Yo canto/Tenía mi guitarra                               |
| C 16661            | 1969            | Caterina Valente e Silvio Francesco            | Lasciamoci/Innamorati della vita                         |
| C 17001            | 1969            | Liliana Frigo                                  | Quando la giostra girava/Gli innamorati non lo sanno mai |
| C 17002            | 1969            | Riccardo Rolli                                 | In fondo al parco/Nel vento                              |
| C 17003            | 1969            | Roberto Fia                                    | Basta l'amore/Stai sbagliando ragazzina                  |
| C 17004            | 1969            | Dominga                                        | Isadora/Ricordati ragazzo                                |
| C 17005            | 1969            | Flashman                                       | Il mondo aspetta te/La donna che ho                      |
| C 17007            | 1970            | Dominga                                        | Sì, eternamente caro/Lunedì, martedì                     |
| C 17008            | 1º aprile 1970  | Dominga                                        | Dimmi cosa aspetti ancora/Cieli azzurri sul tuo viso     |
| C 17009            | 1970            | Raoul Pisani                                   | Il carillon/Così dolce                                   |
| C 17011            | 1970            | Shanda Lear                                    | Non succede niente/In momenti così                       |
| C 17012            | 1970            | Rubi Strubi                                    | E allora vai/Mani stanche                                |
| C 17013            | 1970            | Dominga                                        | Sto con te/Una ragazza sola                              |
| C 17014            | 1971            | Dominga                                        | Un cuore, un sentimento/Un uomo a metà                   |
| C 17015            | 1971            | Dominga                                        | Olì olè olì olà/Sì monsieur, no monsieur                 |
| C 17016            | 1971            | Giacomo Simonelli                              | Ho negli occhi lei/Per il tuo amore                      |
| C 17017            | 1971            | Dietro Noi Deserto                             | Dentro me/Aiuto                                          |
| C 17018            | 1971            | Liliana Frigo                                  | Un ragazzo e una ragazza/Va tutto bene questa sera       |
| C 17020            | 1972            | Dominga                                        | Guarda la città/Favola                                   |
| C 17023            | 1972            | Giorgio Laneve                                 | Può bastare una canzone?/Viva fantasia                   |

#### Numerazione F
| Numero di catalogo | Anno | Interprete                          | Titolo                                                                            |
| ------------------ | ---- | ----------------------------------- | --------------------------------------------------------------------------------- |
| F 10534            | 1960 | Frank Chacksfield / Winifred Atwell | L'amore è una cosa meravigliosa / Stranger in Paradise                            |
| F 11594            | 1962 | The Tornados                        | Telstar/Febbre nella giungla                                                      |
| F 11697            | 1964 | The Caravelles                      | You Don't Have to Be a Baby to Cry/The Last One to Know                           |
| F 11764            | 1964 | The Rolling Stones                  | I Wanna Be Your Man/Stoned                                                        |
| F 11846            | 1964 | The Rolling Stones                  | Not Fade Away/Little by Little                                                    |
| F 11884            | 1964 | Lulu and the Lovers                 | Shout/Forget Me Baby                                                              |
| F 11934            | 1964 | The Rolling Stones                  | It's All Over Now/Good Times, Bad Times                                           |
| F 12014            | 1964 | The Rolling Stones                  | Little Red Rooster/Off the Hook                                                   |
| F 12104            | 1965 | The Rolling Stones                  | The Last Time/Play with Fire                                                      |
| F 12220            | 1965 | The Rolling Stones                  | (I Can't Get No Satisfaction/The Under Assistant West Coast Promotion Man         |
| F 12263            | 1965 | The Rolling Stones                  | Get Off of My Cloud/I'm Free                                                      |
| F 22270            | 1966 | The Rolling Stones                  | Con le mie lacrime/Heart of Stone                                                 |
| F 22272            | 1966 | The Rolling Stones                  | 19th Nervous Breakdown/Talkin' About You                                          |
| F 12390            | 1966 | Tom Jones                           | Sei responsabile/Sono più forte di te                                             |
| F 12395            | 1966 | The Rolling Stones                  | Paint It, Black/Long Long While                                                   |
| F 12516            | 1966 | Tom Jones                           | Green, Green Grass of Home/If I Had You                                           |
| F 22405            | 1966 | The Rolling Stones                  | Mother's Little Helper/Lady Jane                                                  |
| F 12497            | 1966 | The Rolling Stones                  | Have You Seen Your Mother, Baby, Standing in the Shadow?/Who's Driving Your Plane |
| F 12546            | 1967 | The Rolling Stones                  | Let's Spend the Night Together/Ruby Tuesday                                       |
| F 12654            | 1967 | The Rolling Stones                  | We Love You/Dandelion                                                             |
| F 22706            | 1967 | The Rolling Stones                  | She's a Rainbow/2000 Light Years from Home                                        |
| F 22719            | 1968 | Engelbert Humperdinck               | Dimenticarti non potrei/Più di ieri                                               |
| F 12782            | 1968 | The Rolling Stones                  | Jumpin' Jack Flash/Child of the Moon                                              |
| F 22825            | 1968 | The Rolling Stones                  | Street Fighting Man/No Expectations                                               |
| F 12879            | 1969 | Engelbert Humperdinck               | The Way It Used to Be/A Good Thing Going                                          |
| F 12924            | 1969 | Tom Jones                           | Love Me Tonight/Hide and Seek                                                     |
| F 12952            | 1969 | The Rolling Stones                  | Honky Tonk Women/You Can't Always Get All You Want                                |
| F 22903            | 1970 | The Rolling Stones                  | Little Queenie/Love in Vain                                                       |
| F 13195            | 1971 | The Rolling Stones                  | Street Fighting Man/Surprise Surprise/Everybody Needs Somebody to Love            |
| F 13404            | 1973 | The Rolling Stones                  | Sad Day/You Can't Always Get What You Want                                        |
| F 13584            | 1975 | The Rolling Stones                  | I Don't Know Why/Try a Little Harder                                              |
| F 13597            | 1975 | The Rolling Stones                  | Out of Time/Jiving Sister Fanny                                                   |
| F 22910            | 1975 | Bloodstone                          | Volare verso il cielo lassù/You Know We've Learned                                |

#### Numerazione FI
| Numero di catalogo | Anno            | Interprete                                     | Titolo                                        |
| ------------------ | --------------- | ---------------------------------------------- | --------------------------------------------- |
| FI 701             | 1964            | Rinaldo Prandoni                               | Se il mondo capisse/Una lunga storia          |
| FI 702             | 1964            | Lalla Castellano                               | Non ci credere/Non posso farci niente         |
| FI 703             | 7 novembre 1964 | Lalla Castellano                               | Mi piace la gente/Parleranno di me            |
| FI 705             | 1965            | Rinaldo Prandoni                               | In un giorno d'estate/Molto bene              |
| FI 706             | 1965            | Lalla Castellano                               | Felici fino a quando/...E noi che figli siamo |
| FI 707             | 1965            | Lalla Castellano                               | Pupa ye ye/Siamo in vacanza                   |
| FI 708             | 1965            | Rinaldo Prandoni (lato B con Lalla Castellano) | Ero un vagabondo/Ora siamo qui                |
| FI 712             | 1967            | I Delfini                                      | Beat beat hurra/La speranza è giovane         |
| FI 713             | 1968            | Melissa                                        | La spiaggia è vuota/Le fragole                |

#### Numerazione JGD
| Numero di catalogo | Anno | Interprete  | Titolo                        |
| ------------------ | ---- | ----------- | ----------------------------- |
| JGD 70041          | 1968 | Diego Peano | You and Me/Eri la mia ragazza |